# Rubus burnhamii
Rubus burnhamii är en rosväxtart som beskrevs av Liberty Hyde Bailey. Rubus burnhamii ingår i släktet rubusar, och familjen rosväxter. Inga underarter finns listade i Catalogue of Life.